# Ljubomir Radanović
Ljubomir Radanović (* 21. Juli 1960 in Cetinje Montenegro) ist ein ehemaliger jugoslawischer Fußballspieler.

## Karriere
Radanović begann seine Karriere bei seinem Heimatverein FK Lovćen Cetinje. 1981 kam er zu FK Partizan Belgrad in die damalige Hauptstadt von Jugoslawien. Bei Partizan konnte er drei jugoslawische Meistertitel erringen. In seiner Zeit in Belgrad fiel auch die Einberufung zur Fußball-Europameisterschaft 1984 in Frankreich. Radanović wurde bei dieser EM zweimal eingesetzt. Jugoslawien schied in der Gruppenphase aus. Radanovićs Tor gegen Wales in der Qualifikation brachte die Mannen vom Balkan erst zur EM. 1988 wechselte er nach Belgien zu Standard Lüttich. Danach ging er ein Jahr nach Frankreich zum OGC Nizza. Nach nur einer Saison in der Ligue 1 ging der Montenegriner für eine Saison zurück nach Belgien zu Standard Lüttich. Nach nur vier Spielen im Dress von Standard unterschrieb er beim Schweizer Zweitligisten AC Bellinzona, wo er bis 1995 seine Karriere ausklingen ließ.

## Erfolge
- dreimal jugoslawischer Meister 1983, 1986, 1987